# جمهوری‌های روسیه
کشور روسیه به ۸۳ واحد فدرال (+ ۶ واحد فدرال مورد مناقشه) تقسیم‌بندی شده‌است که ۲۱ واحد (+ ۳ واحد مورد مناقشه کریمه، دونتسک و لوهانسک) به صورت جمهوری می‌باشد.
فهرست این جمهوری‌ها بدین شرح است:
1. آدیغیه
2. آلتای
3. باشقیرستان
4. بوریاتیا
5. داغستان
6. اینگوش
7. قابارده و بالقاریه
8. قالمیقستان
9. قره‌چای و چرکس
10. کارلیا
11. کومی
12. ماری ال
13. موردوویا
14. یاقوتستان
15. اوستیای شمالی-آلانیا
16. تاتارستان
17. تووا
18. اودمورتیا
19. خاکاسیا
20. چچن
21. چوواشستان

همچنین الحاق ۳ جمهوری توسط روسیه از خاک اوکراین به خاک خود نیز اعلام شده که از لحاظ بین‌المللی به رسمیت شناخته نمی‌شود:
1. جمهوری کریمه
2. جمهوری خلق دونتسک
3. جمهوری خلق لوهانسک